# Fachkrankenhaus für Psychiatrie, Psychotherapie und Neurologie

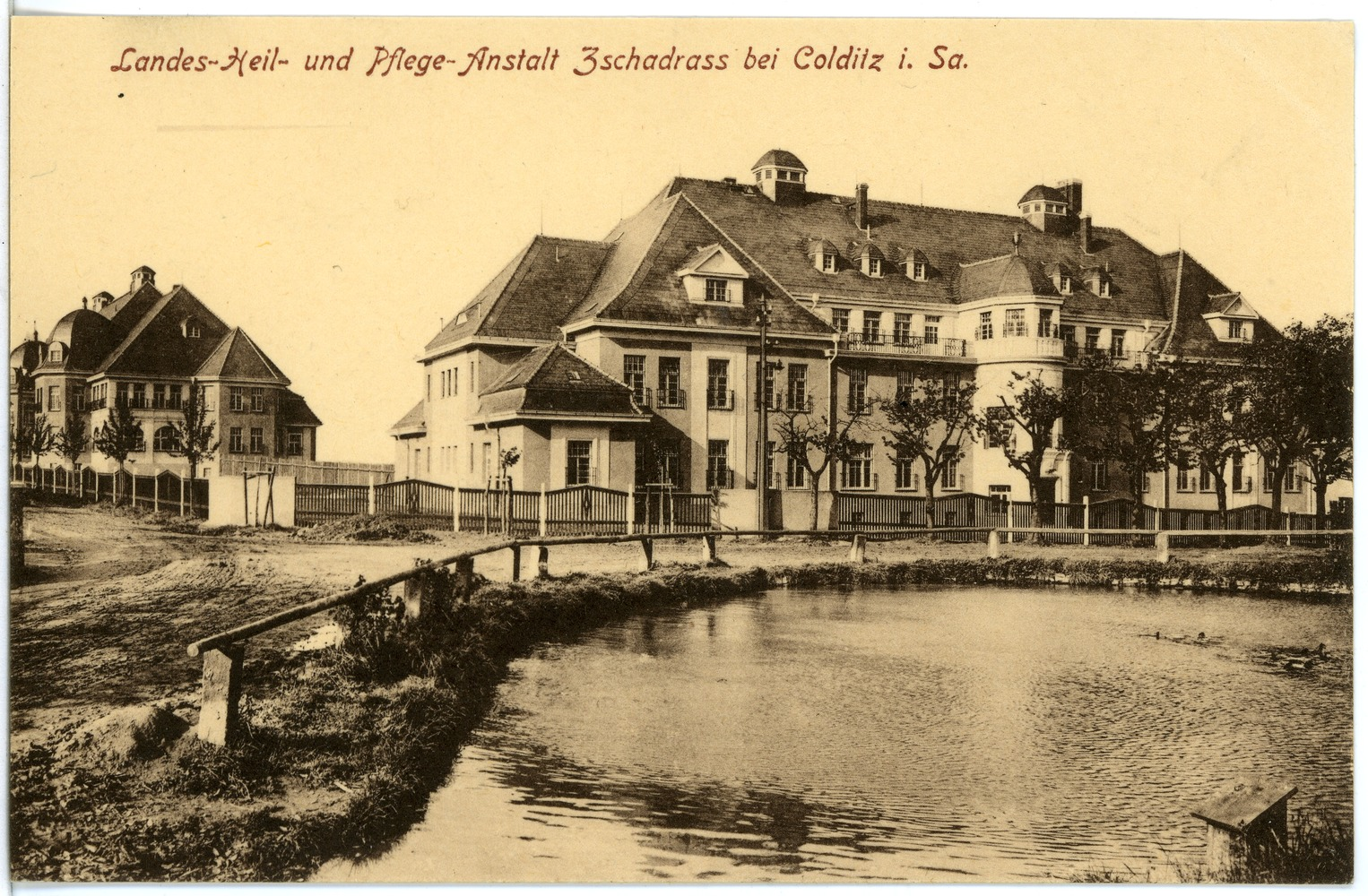
Zschadraß Landes-Heil- und Pflege-Anstalt, Aufnahme von 1914

1915

1915

Das Fachkrankenhaus für Psychiatrie, Psychotherapie und Neurologie ist ein Fachkrankenhaus in Zschadraß, Landkreis Leipzig. Träger ist das Diakoniewerk Zschadraß. Das Haus verfügt heute über 140 Betten und 60 Tagesklinikplätze.

## Geschichte

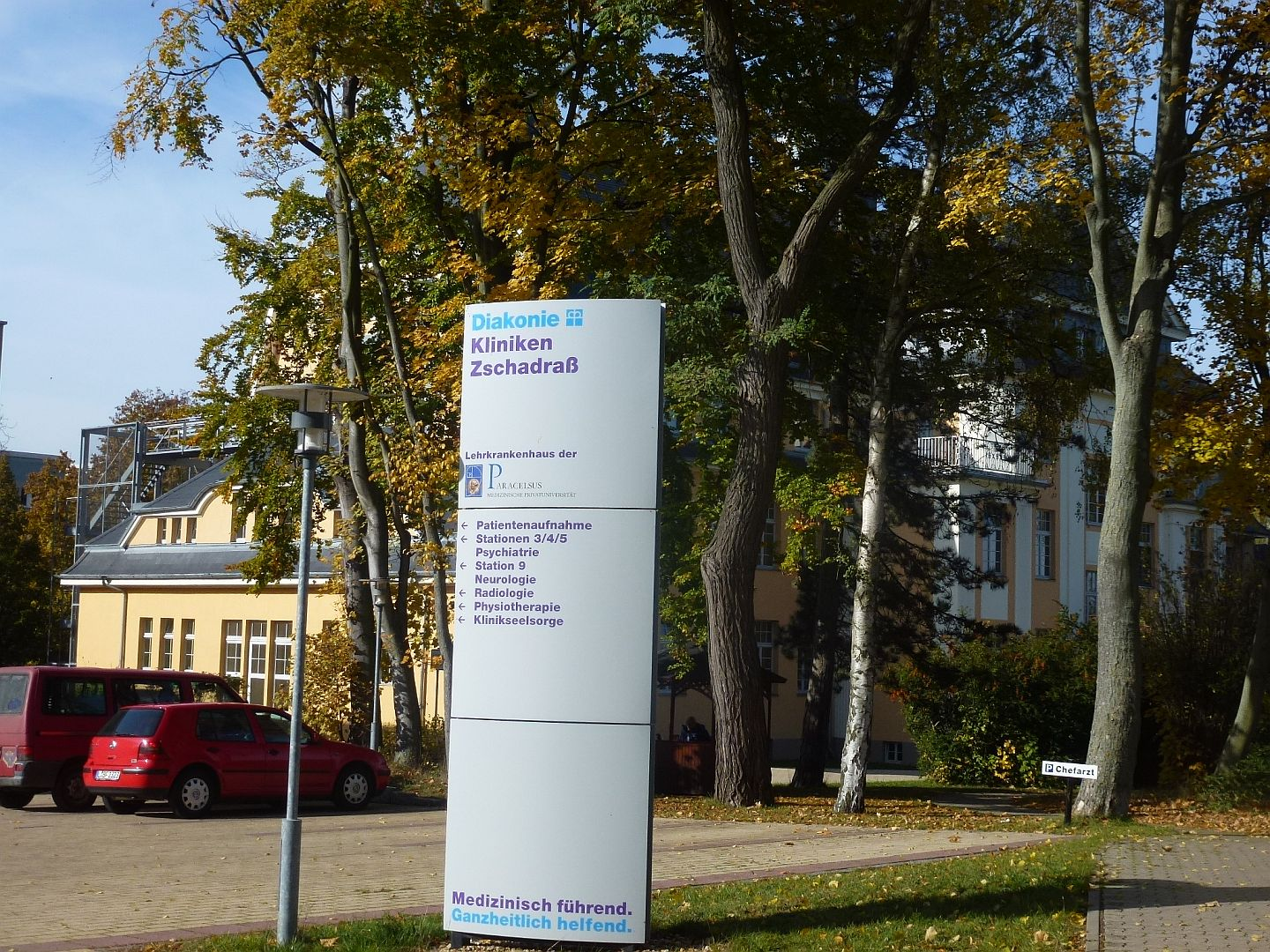
Klinik Zschadraß

Die Anstalt wurde 1868 von Friedrich August Hermann Voppel (1813–1885), Psychiater und Direktor der Landesversorgungsanstalt („Irrenanstalt“) auf Schloss Colditz, als „agricole Kolonie“ gegründet.
Von 1929 bis 1944 amtierte Max Alwin Liebers als Direktor der Anstalt, der 1938/39 in Personalunion Direktor der nahegelegenen Landesanstalt Colditz war. Zur Zeit des Nationalsozialismus diente das Haus als Zwischenanstalt für Patienten, die in der Tötungsanstalt Pirna-Sonnenstein und der Tötungsanstalt Brandenburg ermordet wurden.
Die Anstalt wurde 1942 zur Lungenheilstätte mit einer psychiatrischen Abteilung umprofiliert und nannte sich ab da Lungenheilstätte Hainberg. Ab 1946 erfolgte die Aufnahme und Behandlung von Tuberkulose-Patienten.
Von November 1995 bis zu seiner Enttarnung im Juli 1997 amtierte der Hochstapler Gert Postel als Oberarzt im Maßregelvollzug der Klinik.
Zum 1. Januar 1999 wurde die Klinik vom Diakoniewerk Zschadrass übernommen.

## Varia

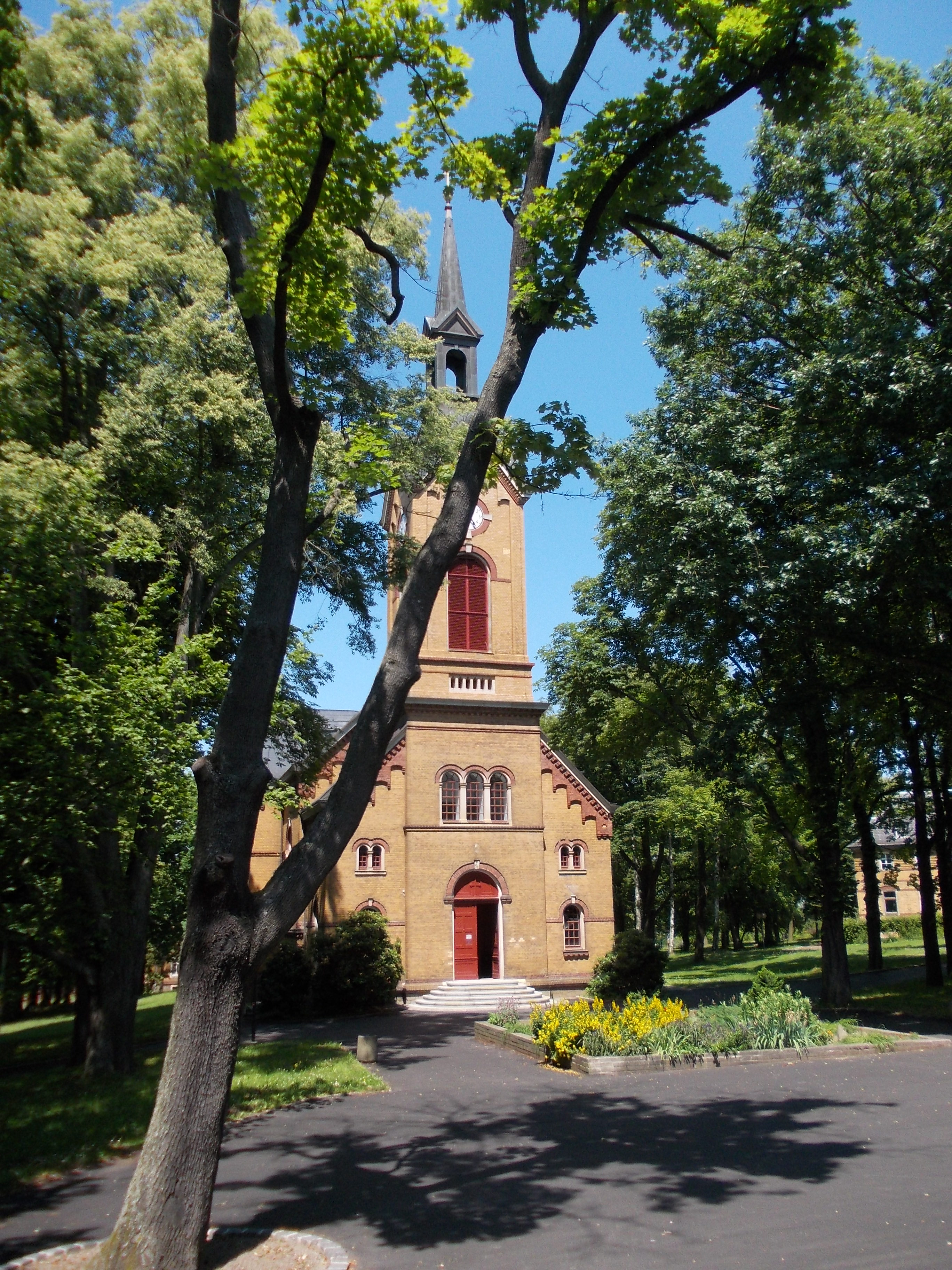
Kirche Zschadraß

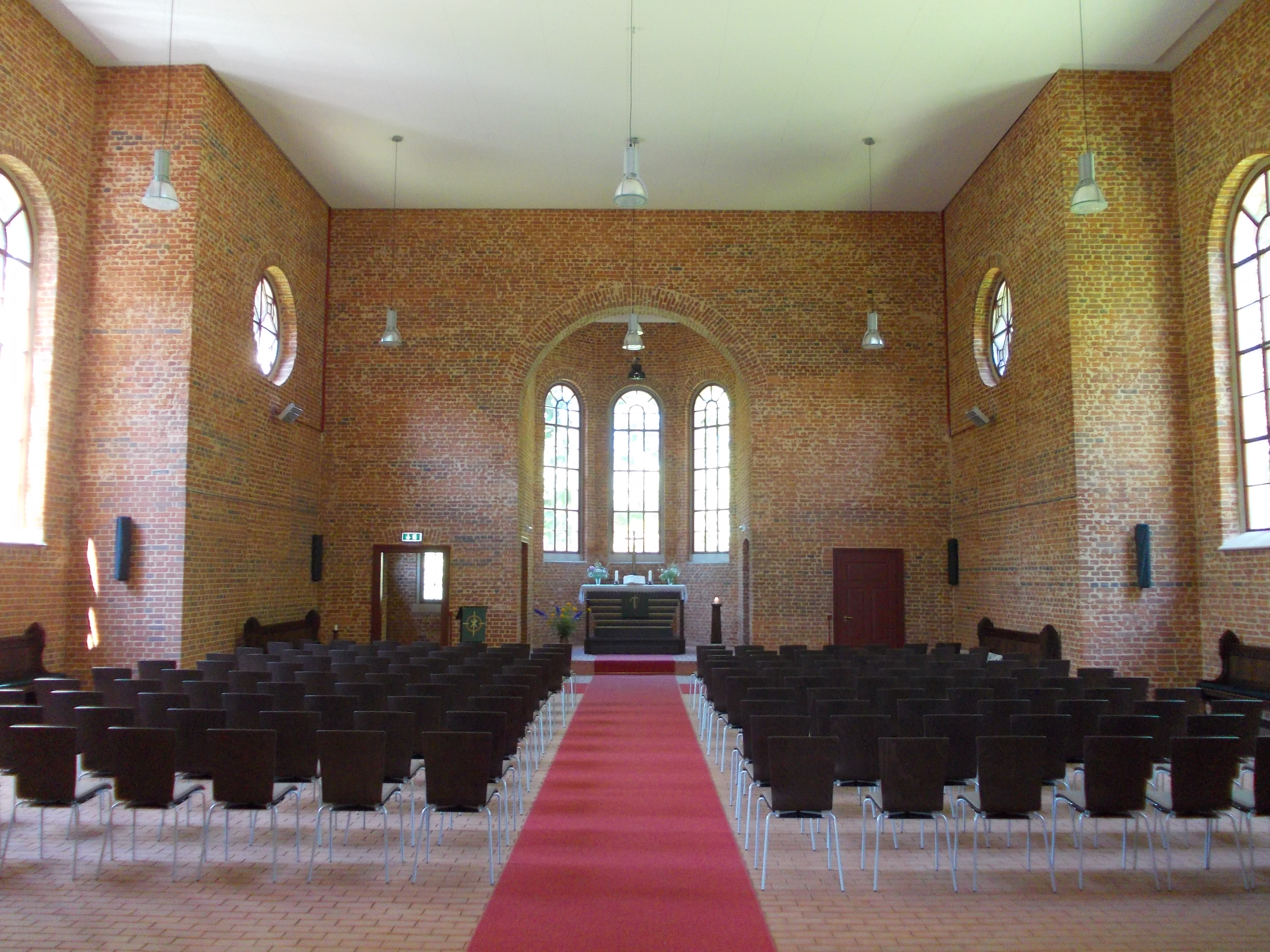
Innenansicht der Kirche Zschadraß

- Auf dem Klinikgelände befindet sich auch die Kirche Zschadraß.